# Creatonotos costalis
Creatonotos costalis là một loài bướm đêm thuộc phân họ Arctiinae, họ Erebidae.